# Piazza del Campo
Piazza del Campo je glavni javni prostor zgodovinskega središča Siene v Toskani v Italiji in velja za enega največjih evropskih srednjeveških trgov. Po vsem svetu slovi po svoji lepoti in arhitekturni celovitosti.  Palazzo Pubblico (mestna hiša) in njegov stolp Torre del Mangia ter različne palače palazzi signorili  obkrožajo trg v obliki školjke. Na severozahodnem robu je Vodnjak Gaia (Fonte Gaia).
Dvakrat letna konjska dirka Palio di Siena poteka okoli robov trga. Piazza je tudi cilj vsakoletne cestne kolesarske dirke Strade Bianche.

## Zgodovina
Odprto območje je bilo tržnica, ki je bila ustanovljena pred 13. stoletjem na nagnjenem terenu v bližini stičišča treh pobočnih skupnosti, ki so se združile v Sieno: Castellare, San Martino in Camollia. Mogoče je bila Siena že prej etruščansko naselje, vendar to ni bila pomembna rimska naselbina in campo ne leži na mestu rimskega foruma, kot se včasih predlaga. Tlakovana je bila leta 1349 v rdeči opeki z vzorcem ribjih kosti z osmimi vrstami travertina, ki razdelijo trg v 9 odsekov, ki sevajo od ustja gavinone (osrednjega odtoka vode) pred Palazzo Pubblico. Število oddelkov je simbolično za vladavino Devetih (Noveschi), ki so postavili campo in upravljali Sieno na vrhuncu srednjeveškega sijaja med letoma 1292-1355. Campo je bil in ostaja osrednja točka javnega življenja v mestu. S trga v mesto izžareva enajst ozkih senčnih ulic.
Palazzi signorili ('veličastne stavbe'), ki stojijo ob trgu, last družin Sansedoni, Piccolomini in Saracini itd., imajo poenotene strešne linije, v nasprotju z zgodnejšimi  hišami v obliki stolpov - emblemi komunalnih sporov – kakršne je še vedno mogoče videti daleč od Siene v San Gimignanu. V statutu Siene je bil ukazan državljanski in arhitekturni red: »...odziva se na lepoto mesta Siena in na zadovoljstvo skoraj vseh ljudi tega mesta, da bodo kakršne koli zgradbe, ki jih bodo na novo postavili kjer koli ob javnih cestah ... gradili v skladu z obstoječimi stavbami in nobena stavba naj ne izstopa izven druge, ter naj bodo razporejene in urejene tako, da bodo mesto polepšale.«
Na enotnost teh poznogotskih hiš deloma vpliva enotnost opek, iz katerih so zgrajeni njihovi zidovi: opekarstvo je bil monopol občine, ki je skrbela za ohranitev standardov.
Ob vznožju obzidja Palazzo Pubblico je poznogotska Devičina kapela, ki so jo po ex voto (daritev svetniiku) zgradili Sienčani, potem ko se je končala strašna črna smrt leta 1348.

## Fonte Gaia
Fonte Gaia, vodnjak, je bil zgrajen leta 1419 kot končna točka sistema vodov, ki prinašajo vodo v središče mesta in je nadomestila prejšnji vodnjak, dokončan približno leta 1342, ko so bili vodovodi dokončani. Pod vodstvom odbora Devetih je bilo zgrajenih veliko kilometrov predorov, ki so vodo iz akvaduktov dovajali do vodnjakov in nato na okoliška polja. Sedanji vodnjak, privlačno središče številnih turistov, je v obliki pravokotnega bazena, ki ga na treh straneh krasijo številni bas reliefi z Madono, obkroženo s klasičnimi in teološkimi vrlinami, simbolom dobre vlade pod pokroviteljstvom Madone. Beli marmor Fonte Gaie je prvotno zasnoval in zgradil Jacopo della Quercia, katerega bas reliefi s strani bazena so ohranjeni v Ospedale di St. Maria della Scala na trgu Piazza Duomo. Nekdanje skulpture je leta 1866 z brezplačnimi kopijami zamenjal Tito Sarrocchi, ki je izpustil dva gola kipa Jacopa della Quercia, Rea Silvia in Acca Larentia, ki sta bila mestnim očetom 19. stoletja preveč poganska ali preveč gola. Ko sta bili postavljeni leta 1419, sta bili goli figuri Jacopa della Quercia prva dva ženska akta, ki nista bila niti Eva niti skesana svetnica, ki sta stali na javnem mestu od antike.

## Palazzo Comunale
Gradnja stavbe mestne uprave se je začela leta 1297. Prvotno je palača imela le tri nadstropja; kasneje je bila razširjena. Predvsem je bil v 14. stoletju dodan Torre del Mangia, 102 metra visok stolp, ki zaznamuje mestno pokrajino Siene. Ime izhaja iz vzdevka Mangiaguadagni (uživalec dobička) prvega zvonarja.

## Cappella di Piazza
Pred vhodom v Palazzo Pubblico je majhna kapela, Cappella di Piazza, ki je bila zgrajena na trgu v zahvalo za preživetje kuge leta 1352 - torej še v gotski dobi - ki je čez 100 let (1463) z renesančno dekoracijo dobila današnjo obliko. Oba sloga gresta skupaj tako dobro, kot da bi bila ustvarjena hkrati. Strešna konstrukcija je delo Antonia Federighija in je bila ustvarjena v šestdesetih letih 20. stoletja. Severnoevropska gotika je bila sprejeta v Italiji v 13. in še posebej v 14. stoletju v obliki, ki je bila močno spremenjena in prilagojena italijanski tradiciji. In kasneje, v 15. stoletju, je renesansa lahko gradila na stoletjih pripravljalnih faz. Niti tukaj v Italiji si ne nasprotujeta toliko kot v Franciji ali Nemčiji. Tu pri tej kapeli je bil v gotskem slogu ohlapno uporabljen stari polkrožni lok in ne tipični gotski koničasti lok. In ko je ta lok v renesansi spet postal norma, tu ni bilo treba ničesar spremeniti.

## Konjska dirka
Dvakrat letno, 2. julija in 16. avgusta, na trgu poteka konjska dirka "Palio di Siena".